# USS Louisiana (SSBN-743)
USS Louisiana (SSBN-743) – amerykański okręt podwodny napędzany przez siłownię jądrową, przenoszący 24 pociski balistyczne SLBM typu Trident II D-5. Jeden z 14 aktualnie okrętów typu Trident / Ohio pozostających w służbie US Navy w ramach amerykańskiego systemu strategicznego odstraszania nuklearnego. "Louisiana" (SSBN-743) była ostatnią, osiemnastą wybudowaną jednostką typu Trident.